# Walter van Hauwe
Walter van Hauwe (Delft, 16 november 1948) is een Nederlandse blokfluitist en muziekpedagoog. Na zijn muzieklessen op de Stedelijke Muziekschool van Delft, waar zijn vader Pierre van Hauwe directeur was, studeerde hij blokfluit bij Frans Brüggen aan het Koninklijk Conservatorium in Den Haag. Hij behaalde zijn einddiploma uitvoerend musicus blokfluit cum laude in december 1969. Sinds 1971 is hij als hoofdvakdocent blokfluit aangesteld aan het Conservatorium van Amsterdam. Van 2006 tot aan zijn pensionering in 2013 was hij daar tevens Hoofd Onderwijsontwikkeling.

## Artistieke carrière
Walter van Hauwe heeft zijn blokfluitcarrière niet alleen gestalte gegeven als blokfluitsolist, maar al vanaf de conservatoriumtijd ook in ensemblespel. Samen met zijn medestudenten blokfluitist Kees Boeke,  barokcellist Wouter Möller en clavecinist Bob van Asperen was hij in 1968 mede-oprichter van het  Quadro Hotteterre dat als repertoire uitsluitend oude muziek voor 2 blokfluiten en basso continuo uitvoerde.
In 1971 werd, samen met Kees Boeke en Frans Brüggen, het experimentele blokfluitensemble Sour Cream opgericht dat vooral zowel hedendaagse als middeleeuwse literatuur ten gehore bracht. Vanaf 1979 speelde hij samen met Kees Boeke en  luitist Toyohiko Satoh in het ensemble Little Consort. Zijn affiniteit voor de hedendaagse muziek is in de latere jaren alleen maar gegroeid, waardoor Van Hauwe diverse componisten, waaronder Franco Donatoni en Isang Yun, wist te inspireren speciaal voor blokfluit te componeren.
In samenwerking met de Japanse marimbaspeelster Keiko Abe en later met het op moderne jazz georiënteerde Maarten Altena Ensemble heeft Walter van Hauwe zijn interesse in het improviseren weten te ontwikkelen.
In 2012 werkte Van Hauwe onder andere mee aan de muziektheaterproductie Flow my Tears, in samenwerking met De Veenfabriek en de acteurs Jeroen Willems en Marleen Scholten. De tekst was van Annelies Verbeke.

## Pedagogische carrière
Vanaf het moment dat hij in 1971 als docent aan het Conservatorium van Amsterdam werd aangesteld heeft Van Hauwe gewerkt aan de ontwikkeling van een onderwijsmethode voor blokfluitdocenten en professionele studenten. Deze methode zette het Conservatorium van Amsterdam in een brede internationale belangstelling, waardoor het de afgelopen decennia een belangrijke internationale blokfluitklas kent.
De vele nieuwe inzichten en bevindingen opgedaan in zijn zeer brede uitvoeringspraktijk heeft Van Hauwe neergelegd in een driedelige uitgave welke werd uitgegeven bij  Schott London onder de titel "The Modern Recorder Player" en is in meerdere talen vertaald.
Vanaf 1989 werkt Van Hauwe aan een catalogus voor 20e-eeuwse blokfluitmuziek. In 2002 werd daar de Catalogue of Historical Recorder Repertoire aan toegevoegd, waardoor in totaal 5 eeuwen blokfluitrepertoire toegankelijk is gemaakt. Van 2006 tot zijn pensioen in 2013 was Walter van Hauwe Directieadviseur Onderwijsontwikkeling van het Conservatorium van Amsterdam. Ook na zijn pensioen bleef Van Hauwe als docent verbonden aan het Conservatorium van Amsterdam.
Walter van Hauwe geeft internationaal geregeld masterclasses voor interpretatie en uitvoeringspraktijk op het gebied van zowel oude, klassieke en romantische en ook hedendaagse muziek. Zo werkte hij samen met de altvioliste Nobuko Imai en de dirigent Seiji Ozawa, binnen wiens Saito Kinen Festival in Matsumoto in Japan Van Hauwe een aantal jaren als dirigent verantwoordelijk was voor de programmering, uitvoering en opnames van onder andere J.S. Bach-cycli, Vivaldi's Jaargetijden en werken van Rameau.

## Prijzen
In 1971 ontving Walter van Hauwe de  Vriendenkrans van het  Concertgebouw. In 2002 werd hem de prestigieuze  Prins Bernhard Cultuurfonds Muziekprijs uitgereikt voor zijn complete oeuvre.

## Discografie
Gedurende de artistieke carrière van Walter van Hauwe zijn geluidsdragers verschenen, waarop hij zowel als solist als in ensemble met anderen te beluisteren is op de labels van  Telefunken's Das Alte Werk, Vanguard, Columbia-Denon,  RCA,  CBS, Attaca en Channel Classics/Moeck Verlag.
Als producer won Van Hauwe voor het label Channel Classic een aantal internationale CD-prijzen.
- Bibsys: 5056833
- Bibliothèque nationale de France: cb13900726r (data)
- CiNii: DA09047411
- Gemeinsame Normdatei: 13440033X
- International Standard Name Identifier: 0000 0000 8376 3062
- Library of Congress Control Number: n82136846
- MusicBrainz: 0416f387-270d-4686-97b2-6394652d43b0
- Bibliotheek van het Japanse parlement: 01145974
- Nationale Bibliotheek van Tsjechië: xx0127056
- Nationale Bibliotheek van Israël: 987007429041005171
- Nederlandse Thesaurus van Auteursnamen: 071638806
- Système universitaire de documentation: 193485567
- Virtual International Authority File: 42026976
- WorldCat: E39PBJbH3Mfy67krPc7QTfcQMP